# Vučja Gomila
Vučja Gomila (węg. Zsidahegy, prekm. Volčja Gomila) – miejscowość w Słowenii w gminie Moravske Toplice w regionie Prekmurje. 1 stycznia 2017 liczyła 269 mieszkańców.